# Dänische Badmintonmeisterschaft 1979
Die Dänische Badmintonmeisterschaft 1979 fand vom 3. bis zum 6. Februar 1979 in Kopenhagen statt. Es war die 49. Austragung der nationalen Titelkämpfe im Badminton in Dänemark.

## Titelträger
| Disziplin    | Sieger                                          |
| ------------ | ----------------------------------------------- |
| Herreneinzel | Morten Frost, Gentofte BK                       |
| Dameneinzel  | Lene Køppen, Gentofte BK                        |
| Herrendoppel | Mogens Neergaard Kenneth Larsen, Triton Aalborg |
| Damendoppel  | Lene Køppen Susanne Berg, Gentofte BK           |
| Mixed        | Steen Skovgaard Lene Køppen, Gentofte BK        |